# Jeff Pinkner
Jeff Pinkner es un escritor y productor de televisión estadounidense. Ha trabajado mayormente en Alias, participando en unos 100 episodios, y en Lost durante los años 2006 y 2007. y a servido como guionista de The Amazing Spider-Man 2: Rise of Electro y La quinta ola en el cine.

## Vida privada y carrera
Se graduó de la Escuela Secundaria de Pikesville en Baltimore, Maryland en 1983, la Universidad de Northwestern en 1987, y la Escuela de Derecho de Harvard en 1990. Él es conocido por su trabajo en Alias donde se desempeñó como productor ejecutivo. En 2006 y 2007, trabajó como productor ejecutivo y escritor para el misterio serie perdida . La pérdida personal de la escritura, incluyendo Pinkner, fueron nominados para el Writers Guild of America (WGA) a la mejor serie dramática en la de febrero de 2007 ceremonia por su trabajo en la segunda y tercera temporadas de Perdidos . 
Pinker escribió Columbia Pictures 's The Amazing Spider-Man 2: Rise of Electro guion con Roberto Orci y Alex Kurtzman . La película fue protagonizada por Andrew Garfield y Emma Stone , y fue dirigido por Marc Webb . Se abrió en los Estados Unidos. de mayo de 2014.

## Filmografía

### Cine
- The Amazing Spider-Man 2: Rise of Electro (2014) - Con Alex Kurtzman y Roberto Orci.
- La quinta ola (2016) - Con Akiva Goldsman y Susannah Grant.
- Venom (2018)
- Jumanji: The Next Level (2019)[1]

### Productor
- Fringe (productor ejecutivo) (3 episodios, 2008)
- Lost: Missing Pieces (productor ejecutivo) (1 episodio, 2008)
- Lost (productor ejecutivo) (22 episodios, 2006-2007)
- Alias (coproductor ejecutivo) (44 episodios, 2003-2005) (productor) (22 episodes, 2001-2002) (productor supervisor) (22 episodios, 2002-2003) (productor ejecutivo) (17 episodios, 2005-2006).

### Escritor
- Fringe (2 episodios, 2008)
- Lost (4 episodios, 2006-2007)
- Alias (12 episodios, 2001-2006)
- The Beast (2001) Serie (episodios desconocidos)
- The $treet (2000) Serie (episodios desconocidos)
- Profiler (3 episodios, 1998-2000)
- Ally (1999) Serie (episodios desconocidos)
- Ally McBeal (1 episodio, 1998)
- Early Edition (1996) Serie (episodios desconocidos)

### Miscelánea
- Lost (asesor ejecutivo) (13 episodios, 2004-2005)
- Early Edition (1996) Serie (editor de la historia) (episodios desconocidos)